# Zandvoort
Zandvoort (uitspraakⓘ) is een badplaats en gemeente in de Nederlandse provincie Noord-Holland. De gemeente telt 17.469 inwoners (22 november 2024, bron: CBS) en heeft een oppervlakte van 33,82 km².
De plaats leeft van het toerisme en is ook bekend van een Formule 1-racecircuit, het CM.com Circuit Zandvoort. Het station Zandvoort aan Zee is het eindpunt van de spoorlijn van Amsterdam via Haarlem. Tot de gemeente behoort ook een deel van het dorp Bentveld.
Per 1 januari 2018 zijn de gemeenten Zandvoort en Haarlem een ambtelijke fusie aangegaan.

## Geschiedenis
Zandvoort was al in 1100 bekend en heette toen Sandevoerde; een samenstelling van zand en voorde. De naam Zandvoort heeft dezelfde etymologische oorsprong als het Noorse Sandefjord. Tot 1722 was het gebied in handen van de heren van Brederode. Eeuwenlang leefde het dorp van de visvangst, maar in de 19e eeuw ontstonden er andere bronnen van bestaan. In het Verenigd Koninkrijk kwam het zeebaden op, en de Zandvoortse arts dr. Mezger introduceerde dit gebruik in Zandvoort. In 1828 werd het Groot Badhuis in gebruik genomen.

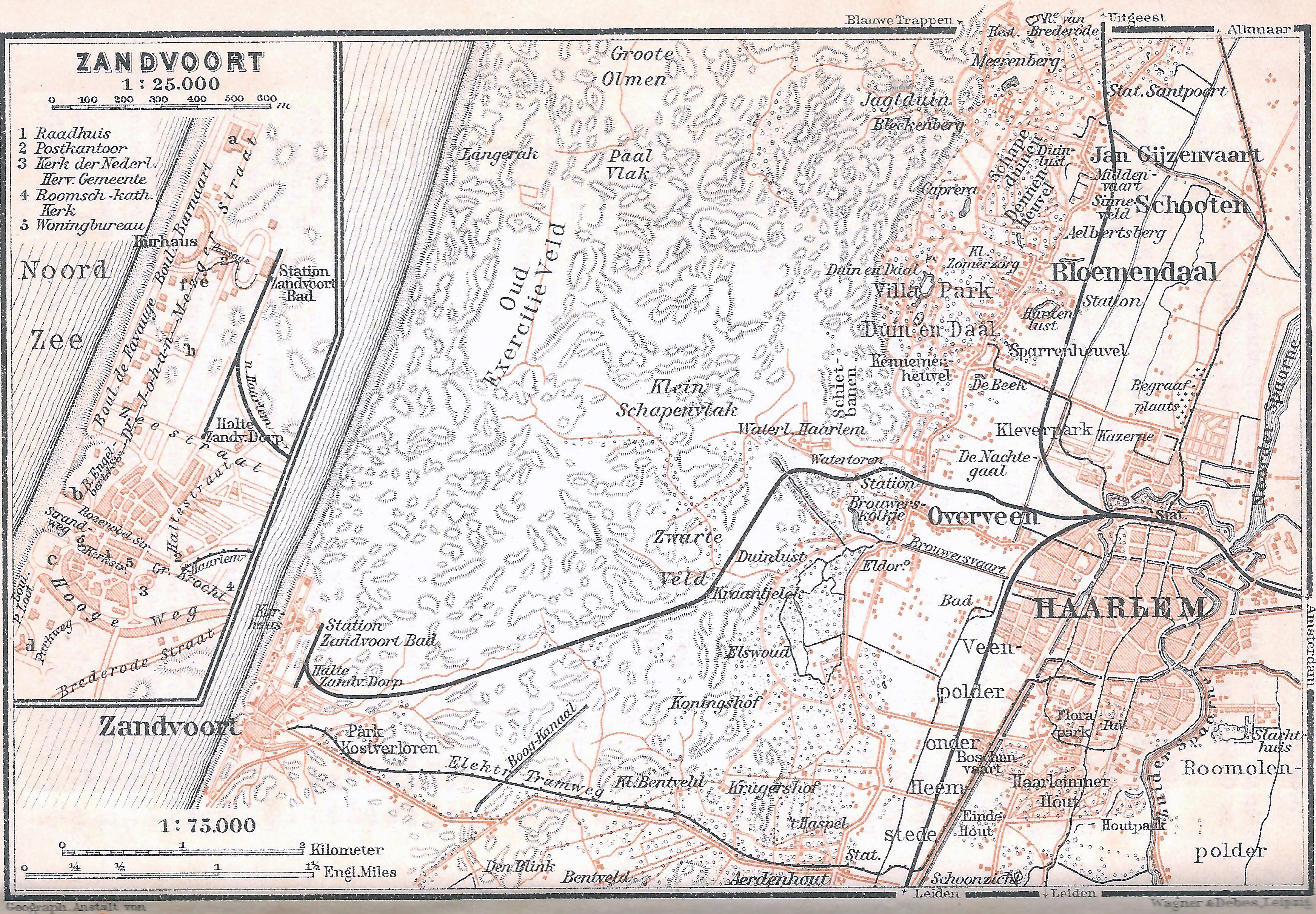
Spoor- en tramlijnen tussen Haarlem en Zandvoort; 1905

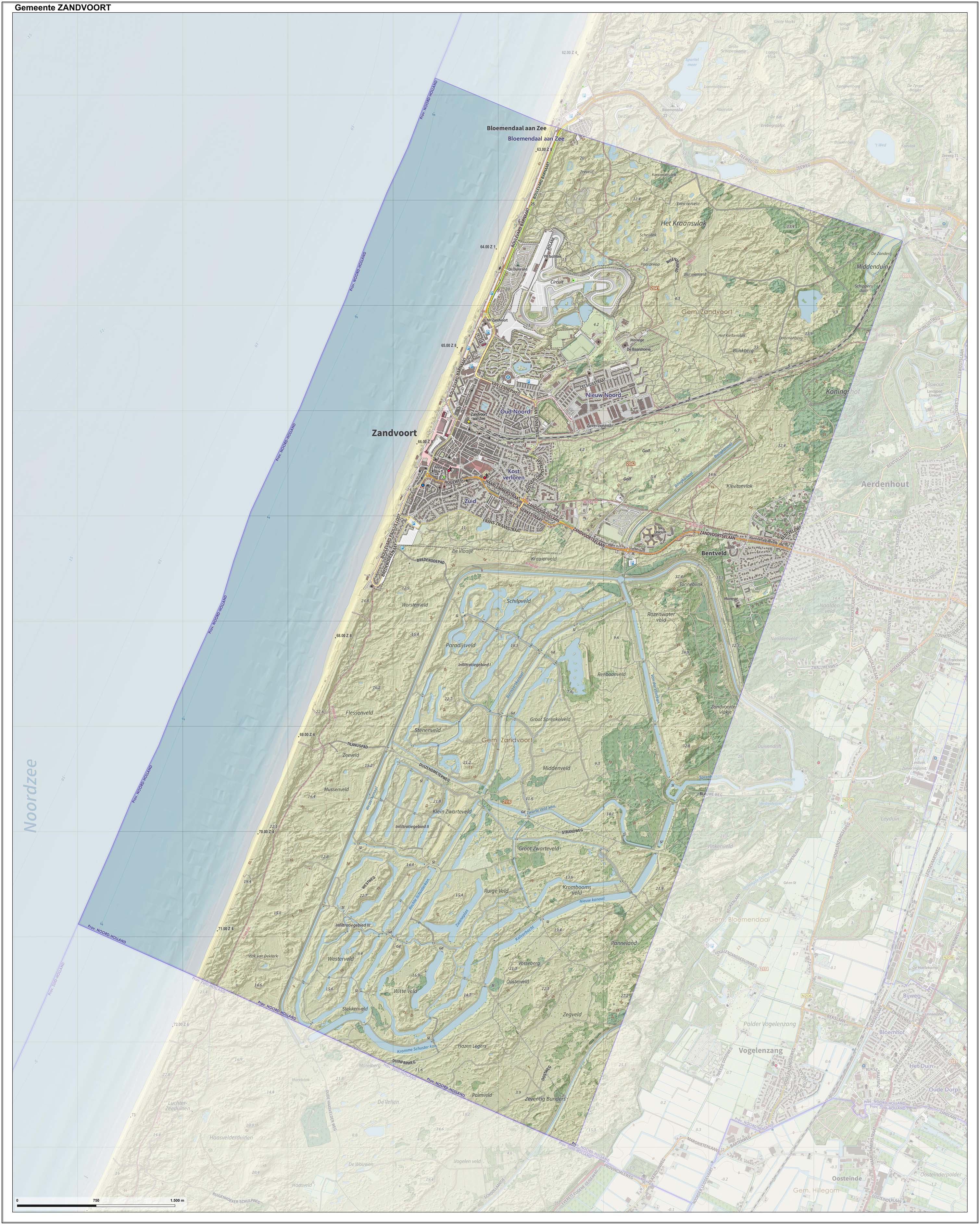
Topografische gemeentekaart van Zandvoort, juni 2023, met de strandpalen voor de hele kilometers

### Verbindingen per spoor en tram
In 1881 werd het eerste station Zandvoort geopend als eindpunt van de spoorlijn uit Haarlem. Bij de opening van de spoorweg in 1881 lag het station noordelijker nabij het toenmalige Kurhaus. Om het afgelegen station Bad te verbinden met het dorp werd een experimentele elektrische tramlijn naar Kostverloren aangelegd. In 1882 was elektrische tractie op spoor helemaal nieuw en in Zandvoort was er de tweede elektrische tramlijn in de wereld, na de demonstratie bij een expositie in Berlijn. De primitieve stroomvoorziening vond plaats via de rails net als bij een modelbaan. Dit experiment was geen succes en de lijn werd spoedig verbouwd tot een meer betrouwbare paardentram tussen de Passage en het Badhuis.
Eens per week kwam daar ook een internationale trein binnen uit Bazel, die tal van bemiddelde en bekende buitenlanders naar Zandvoort bracht. Onder hen was Elisabeth van Oostenrijk-Hongarije in 1884 en 1885. Ter herdenking aan haar bezoeken werd op 28 augustus 2004 een borstbeeld van haar onthuld.
Omdat het bestaande station ver van het oude dorp lag werd de halte Zandvoort Dorp gebouwd, die in 1889 werd geopend. De nog bestaande Haltestraat in het dorp is hiernaar vernoemd.
In 1908 werd het nieuwe, nog bestaande, kopstation geopend, dat dichter bij het dorp ligt. De paardentram werd in 1908 opgeheven daar deze nu geen nut meer had. De spoorlijn werd in 1935 geëlektrificeerd.
In 1899 werd een elektrische tramverbinding geopend met Haarlem (in 1904 uitgebreid tot Amsterdam), wat het volkse badtoerisme flink bevorderde en het voorname karakter van Zandvoort wegnam. De tramlijn Amsterdam - Zandvoort van de ESM, later de Blauwe Tram van de NZH, maakte op 31 augustus 1957 zijn laatste rit en werd vervangen door buslijn 80 (tegenwoordig Connexxion).
Door de opkomst van het massatoerisme en de snelle treinverbinding nam het percentage vreemdelingen toe en raakten het Zandvoorts dialect en andere lokale cultuuruitingen langzaamaan in de marge.

### Aanloop naar en tijdens de Tweede Wereldoorlog
Voor het uitbreken van de Tweede Wereldoorlog had Zandvoort landelijke bekendheid verworven als een van de Nederlandse gemeenten met een relatief sterke aanhang van de Nationaal-Socialistische Beweging (NSB). Bij de Provinciale Statenverkiezingen van 1935 stemde ongeveer 25% van de kiezers in Zandvoort op de partij van Anton Mussert, het hoogste percentage in Nederland.
Tijdens de oorlog werd Zandvoort zwaar getroffen. Acht maanden vóór de grootschalige evacuatie van de badplaats werd, op 12 en 13 maart 1942, de gehele Joodse gemeenschap gedeporteerd. Het betrof circa 600 personen, waaronder 153 gezinnen en meer dan 200 kinderen. Slechts 21 van hen overleefden de oorlog.
In het kader van de aanleg van de Atlantikwall, een circa 5.000 kilometer lange verdedigingslinie langs de West-Europese kust, werd Zandvoort vanaf november 1942 gedeeltelijk ontruimd. Enkele maanden daarvoor, op 23 mei 1942, was de toegang tot het strand al verboden verklaard. Het aantal inwoners daalde in korte tijd van 9.808 naar 1.789. In totaal werden 648 gebouwen gesloopt, waaronder 75 villa’s, zestien pensions en twintig hotels. Ook de badhuizen en de boulevard werden afgebroken. Ongeveer negenhonderd woningen werden ontruimd en ontdaan van sanitair en voorzieningen zoals gas-, water- en elektriciteitsleidingen. Het strand werd tot Sperrgebiet verklaard en ontoegankelijk gemaakt met mijnenvelden, prikkeldraadversperringen en andere obstakels.
Een markant element van de sloop was de watertoren uit 1912, die op 17 september 1943 werd opgeblazen. Het puin ervan zou volgens overlevering pas na drie maanden volledig zijn geruimd. Met de verwoesting verdween ook het mondaine karakter dat Zandvoort aan het eind van de 19e eeuw had opgebouwd als badplaats. Deze status was overigens al voor de oorlog in verval geraakt, mede door financiële problemen die voortkwamen uit concurrentie met andere badplaatsen zoals Scheveningen.
De reputatie van Zandvoort als NSB-bolwerk leidde tijdens de oorlogsjaren tot negatieve beeldvorming. Zo zond Radio Oranje vanuit Londen een aangepaste versie uit van het bekende lied Zandvoort bij de zee van Louis Davids, waarin werd gezinspeeld op de vermeende collaboratie van de bevolking: "Zandvoort aan de zee / Alleen voor de moffen en de NSB / Vader en moeder en het hele hussie / Zingt dat lied, wij gaan niet naar dat land-verraders klussie."

### Wederopbouw

#### Vroegtijdig wederopbouwplan
Reeds in 1943 nam de door de bezetter afgezette burgemeester Henri van Alphen contact op met Gijsbert Friedhoff, destijds hoofdingenieur bij Openbare Werken. Friedhoff kreeg de opdracht een wederopbouwplan te ontwikkelen voor het grotendeels gesloopte Zandvoort. Zijn visie was ambitieus en vernieuwend. Op 20 juli 1945, kort na de bevrijding, werden de plannen gepresenteerd in het Haarlems Dagblad, waar ze lovend en hoopvol werden ontvangen. Friedhoffs uitgangspunt: van Zandvoort een jaarrond aantrekkelijke badplaats maken, een streven dat ook decennia later nog voortleeft.
De plannen voorzagen in kleinschalige woningbouw, waaronder hofjes zoals later gerealiseerd bij het Gasthuisplein. De Zuidboulevard (boulevard Paulus Loot) werd bestemd voor permanente bewoning door forenzen, in plaats van de seizoensgebonden vakantiehuizen die het gebied buiten het zomerseizoen een desolate indruk gaven. Aan de Noordboulevard (boulevard De Favauge, later ook Middenboulevard genoemd) ontwierp Friedhoff een reeks van zes grootschalige flathotels, gericht op gezinnen, met uitzicht op zee, een wandelpromenade aan de voorzijde en autoverkeer aan de achterzijde.
Een bijzonder element in Friedhoffs ontwerp was de aanleg van een nieuw, centraal plein. In plaats van het bestaande Badhuisplein, dat aansloot op de Kerkstraat, stelde hij een plein voor in het verlengde van de Zeestraat, dichter bij station Zandvoort Bad. Dit plein moest Zandvoort de allure geven van een internationale badplaats. Het zou de afmetingen krijgen van het Gevers Deynootplein in Scheveningen, met een hotel van 400 kamers, eventueel een casino, winkelgalerijen, buitencafés en monumentale poorten richting boulevard en strand.
Op de plaats van het voormalige Groot Badhuis was een kleiner badhotel gepland, evenals een theaterzaal. Voor het bestaande, zuidelijker gelegen Badhuisplein voorzag Friedhoff een monument ter nagedachtenis aan de ‘Herrijzenis van Zandvoort’.

#### Politiek debat en verdeeldheid
Op 1 oktober 1946 bespreekt de gemeenteraad de plannen in een als "bewogen" omschreven vergadering. Er klinkt stevige kritiek, met name van de fracties van Algemeen Zandvoorts Belang en de Christelijk-Historische Partij. Vooral het geplande zomerverblijf van Friedhoff leidt tot scepsis. De financiële haalbaarheid wordt betwijfeld, het project wordt als misleidend en niet rendabel bestempeld, en er zijn zorgen over negatieve effecten voor de toeristische verhuur door inwoners en over oneerlijke concurrentie voor de plaatselijke middenstand.
Desondanks worden de plannen met een nipte meerderheid aangenomen: zeven stemmen voor, zes tegen. In het Haarlems Dagblad wordt met verbazing gereageerd op de verdeeldheid: "Hoe komt het, dat dit alom in den lande terecht geprezen wederopbouwplan van ir. Friedhoff niet de algemene instemming vindt?" De krant noemt de tegenstanders "weinig constructief".
Een jaar later, in september 1947, wordt Friedhoff uitgesloten van de schoonheidscommissie die toezicht moet houden op de architectonische uitvoering van de wederopbouwplannen. Hoewel hij formeel de supervisie behoudt, wordt zijn invloed daarmee ingeperkt. Inmiddels was hij benoemd tot rijksbouwmeester.

#### Uitvoering en versobering
Hoewel Friedhoff zijn supervisie behoudt over de uitvoering van de plannen, verdwijnt de oorspronkelijke allure die hij voor ogen had steeds verder naar de achtergrond. Het grote plein aan de Zeestraat en het nieuwe Badhotel komen er niet. Ook het ambitieuze ontwerp van architecten Hendrik Wijdeveld en Jan Wils voor een hoefijzervormige pier met amusementscomplex en hoge hotels wordt als 'niet haalbaar' terzijde geschoven.
Toch komt de wederopbouw op gang. In de eerste jaren na de oorlog wordt een groot deel van de Atlantikwall verwijderd, waarmee ruimte ontstaat voor nieuwe ontwikkeling in de duinzone langs het strand. Onder verantwoordelijkheid van de Stichting Recreatie-Oord Zandvoort wordt gebouwd aan woningen, een nieuwe watertoren, en toeristische voorzieningen. Hoewel deze gebouwen passen binnen de herziene versie van Friedhoffs plan, weerspiegelen ze een soberdere uitvoering van zijn oorspronkelijke visie.
In de jaren die volgen neemt het toerisme een centrale plaats in binnen de lokale economie. Na 1960 houdt bijna de helft van de arbeidsplaatsen in Zandvoort verband met de toeristische sector. Langs de boulevard verschijnen nieuwe attracties, waaronder het Dolfirama, dat tussen 1969 en 1988 in gebruik was

### Circuit van Zandvoort

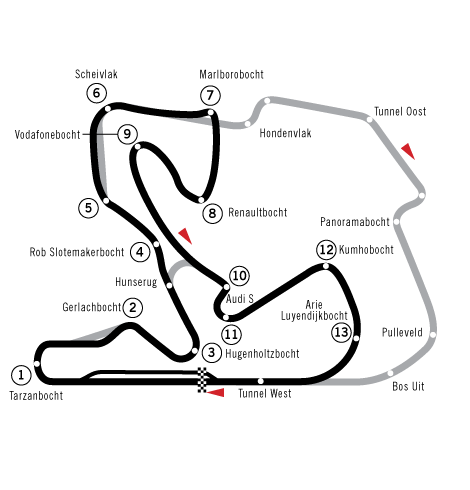
Circuit van Zandvoort.

In 1948 werd het circuit van Zandvoort aangelegd. Hierbij werd gebruik gemaakt van puin van in de oorlog gesloopte huizen. Van 1952 tot 1985 vonden hier Formule 1-races plaats, maar de provincie Noord-Holland heeft later geweigerd hier langer een vergunning voor te geven vanwege de geluidsoverlast voor de wijde omgeving. In 2019 werd na 35 jaar opnieuw een contract getekend voor Formule 1-races vanaf 2020. In 2020 zou de Dutch Grand Prix plaatsvinden op een volledig vernieuwd circuit. Wegens de uitbraak van het coronavirus ging dit niet door en werd de eerste Formule 1-race op het nieuwe circuit pas in september 2021 gereden.

## Toerisme
Langs de hele kust bij Zandvoort is er een zandstrand dat zich naar het noorden uitstrekt tot IJmuiden, en naar het zuiden tot Katwijk aan Zee.
Langs de boulevards zijn op het strand strandpaviljoens die veel dagjesmensen trekken. Bekende gelegenheden zijn Beach Club Tien, Mango's, De Haven, Club Nautique en Vooges. De meeste zijn familiebedrijven. Behalve vijf op betonnen palen gebouwde worden ze vanaf 1 februari geplaatst en open voor het publiek. Voor 1 november moeten de opbouwpaviljoens weer verwijderd zijn.
Op 2,5 kilometer ten zuiden van het station begint bij paal 68 het naaktstrand, dat zich uitstrekt tot paal 70. Hier bevinden zich nog vijf paviljoens. Aan dit lange strand is er ook genoeg ruimte voor activiteiten waarbij men vaak niet naakt is, zoals golf- en kitesurfen, festivals en bedrijfsuitjes.
Aan de grens met de gemeente Noordwijk, is tussen strandpaal 70 en 73 in 2019 een drie kilometer lang strandreservaat geopend met de naam Noordvoort. Het is gelegen ter hoogte van het Natura 2000 gebied Amsterdamse Waterleidingduinen. Bezoekers worden hier met een wandelpad over de zeereep geleid. Daarnaast zijn de duinnatuurgebieden.
In 2024 heeft de Gemeenteraad van Zandvoort een 'Toeristische Visie 2040' vastgesteld. Deze visie draagt de naam: 'Zandvoort: Gastvrij, sportief en jaarrond aantrekkelijk'.

## Aangrenzende gemeenten
| Aangrenzende gemeenten | Aangrenzende gemeenten | Aangrenzende gemeenten | Aangrenzende gemeenten | Aangrenzende gemeenten |
| ---------------------- | ---------------------- | ---------------------- | ---------------------- | ---------------------- |
|                        |                        | Bloemendaal            |                        |                        |
|                        |                        |                        |                        |                        |
|                        | Bloemendaal            |                        |                        |                        |
|                        |                        |                        |                        |                        |
|                        |                        | Noordwijk (ZH)         |                        |                        |

## Monumenten en bezienswaardigheden
In de gemeente zijn rijksmonumenten, gemeentelijke monumenten en oorlogsmonumenten, zie:
- Lijst van rijksmonumenten in Zandvoort
- Lijst van gemeentelijke monumenten in Zandvoort
- Lijst van oorlogsmonumenten in Zandvoort

Langs de Haarlemmerstraat en Kostverlorenstraat staan nog een aantal monumentale woonhuizen vakantievilla's uit omstreeks 1900, waarvan er diverse op de monumentenlijst staan.
In de Swaluëstraat is het Zandvoorts Museum gevestigd.

## Kunst in de openbare ruimte
In de gemeente Zandvoort zijn diverse beelden, sculpturen en objecten geplaatst in de openbare ruimte, zie:
- Lijst van beelden in Zandvoort

## Onderwijs
In Zandvoort zijn zes basisscholen en twee scholen voor voortgezet onderwijs.

## Bestuur
Sinds 19 september 2019 is David Moolenburgh (CDA) burgemeester van Zandvoort. Hij volgde de VVD'er Niek Meijer op die het mandaat van 2007 tot 2019 hield.
Na de gemeenteraadsverkiezingen van maart 2022 kwam het in juni tot een bestuurscoalitie van Jong Zandvoort, CDA, OPZ en VVD. Naast burgemeester Moolenburgh (CDA) zetelen in het college van burgemeester en wethouders Martijn Hendriks (Jong Zandvoort), Gert-Jan Bluijs (CDA), Peter Kramer (OPZ) en Lars Carree (VVD). Kramer trad in februari 2023, na 8 maanden, terug als wethouder door stroeve samenwerking met zijn ambtenarij. OPZ ging op zoek naar een vervanger en kon in april Jan-Jaap de Kloet presenteren als nieuwe wethouder. 
Op zaterdag 21 december 2024 kondigde grootste partij Jong Zandvoort aan uit de coalitie te stappen om 'onoverbrugbare meningsverschillen' rond de woningbouwopgave. Ook wethouder Martijn Hendriks legde zijn functie neer. 
De gemeenteraad van Zandvoort bestaat uit 17 zetels. Hieronder de behaalde zetels per partij bij de gemeenteraadsverkiezingen sinds 1994:
| Jong Zandvoort              | -  | -  | -  | -  | -  | -  | -  | 3  |
| Ouderen Partij Zandvoort*   | -  | 1  | 3  | 4  | 3  | 5  | 4  | 3  |
| CDA                         | 3  | 2  | 3  | 2  | 2  | 2  | 2  | 3  |
| VVD                         | 4  | 6  | 4  | 5  | 5  | 3  | 3  | 2  |
| PVV                         | -  | -  | -  | -  | -  | -  | 2  | 2  |
| GroenLinks                  | -  | -  | -  | 1  | 1  | -  | 1  | 1  |
| D66                         | 3  | 1  | -  | -  | 1  | 3  | 3  | 1  |
| PvdA                        | 3  | 3  | 3  | 3  | 2  | 1  | 1  | 1  |
| Zandvoort Echt Eén          | -  | -  | -  | -  | -  | -  | -  | 1  |
| Gemeente Belangen Zandvoort | 4  | 2  | 4  | 1  | 2  | 2  | 1  | -  |
| SP                          | -  | 2  | -  | 1  | -  | -  | -  | -  |
| Sociaal Zandvoort           | -  | -  | -  | -  | 1  | 1  | -  | -  |
| Totaal                      | 17 | 17 | 17 | 17 | 17 | 17 | 17 | 17 |

* Deed in 1998 mee als AOV/Unie55+.

## Sport
- In Zandvoort worden autoraces gehouden op het Circuit Park Zandvoort. Het bevindt zich ten noorden van de bebouwing in de duinen vlak bij de zee.
- Sinds 2008 vindt ieder jaar in maart de Zandvoort Circuit Run plaats, een hardloopwedstrijd met meer dan 10.000 deelnemers en internationale topatleten.
- TC Zandvoort is de tennisclub.
- Aan het complex Duintjesveld is de Zandvoortsche Hockey Club gelegen.
- Er zijn diverse golfbanen in Zandvoort. De bekendste is de Kennemer Golf & Country Club, waar veel nationale en internationale toernooien gespeeld worden.
- In 1959 werden in Zandvoort de wereldkampioenschappen wielrennen georganiseerd. De Fransman André Darrigade won er de wegwedstrijd voor beroepsrenners.
- Voetbalvereniging SV Zandvoort speelt in de zaterdag- en in de zondagcompetitie.
- In de jaren 1970 speelde de basketbalvereniging Lions onder de naam 'Mars Energie Stars' op het hoogste niveau.

## Telecommunicatie
In Zandvoort komt de onderzeekabel voor datacommunicatie Circe North vanuit het Engelse Lowestoft Nederland binnen en de kabel Concerto verbindt Nederland met België (Zeebrugge) en het Verenigd Koninkrijk (Sizewell en Thorpeness). De kabel Circe North, met een lengte van 203 kilometer, is eigendom van VTL Wavenet df (eigendom van het Ierse bedrijf Digiweb) en euNetworks. De kabel Concerto, met een totale lengte van 550 kilometer, is eigendom van Interoute.

## Walk of fame
Zandvoort heeft sinds 2010 22 tegels met bekende artiesten, zangers, kunstenaars, etc. die iets met Zandvoort te maken hebben.
De volgende personen hebben een tegel (op alfabetische volgorde):
- Henri van Alphen
- Hans Boskamp
- Eugène Brands
- Alain Clark
- Simon van Collem
- Louis Davids
- Pete Felleman
- Maus Gatsonides
- Wim Gertenbach
- Herman Heijermans
- Toon Hermans
- Leo Horn
- Bert Jacobs
- Rika Jansen
- Johnny Jordaan
- John Kraaijkamp sr.
- Jan Lammers
- Frans Molenaar
- Roy Schuiten
- keizerin Sisi
- Rob Slotemaker
- Kees Verkade

## Belangrijke personen
| - Bep Schrieke (1890-1945), indoloog en minister - Peter Schaap (1902-1949), collaborateur en SD-medewerker - Wim Gertenbach (1904-1943), verzetsstrijder - Ernst van 't Hoff (1908-1955), pianist en orkestleider - Lies Koning (1917-1975), olympisch atlete - Hans Dukkers (1920-1985), modefotograaf - Pete Felleman (1921-2000), eerste diskjockey - Maurice Schellekes (1922-1988), kleermaker en overlevende van de Holocaust - Ludwig Otten (1924-2016), componist - Natascha Emanuels (1939-2018), cabaretier - Bert Jacobs (1941-1999), voetbaltrainer - Henk den Duijn (1946-2024), politicus - Bubb Kuyper (1946), antiquaar en oprichter veilinghuis - Shirley Zwerus (1946), zangeres - Stella Maessen (1953), zangeres - Loes Schutte (1953), olympisch roeister - Frank Paardekoper alias Dingetje (1954), zanger - Jan Lammers (1956), autocoureur - Piet Keur (1960), voetballer - Harriet van Ettekoven (1961), olympisch roeister - Suzanne Bosman (1965), televisiepresentatrice - Nicole de Cock (1965), tekenares - Wouter Kolk (1966), topfunctionaris - Kelly Steen (1997), voetbalster - Richelle Plantinga (1999), actrice | - Lovis Corinth (1858-1925), Duits schilder en graficus - Thamine Tadama-Groeneveld (1871-1938), kunstschilderes - Ernst Brokmeier (1866-1945), ondernemer - Jan van den Berg (1879-1951), voetballer - Lou Bandy (1890-1959), zanger en conferencier - Frits van Dijk (1895-1960), acteur - J.B. Schuil (1875-1960), kinderboekenschrijver - Piers Courage (1942-1970), Brits autocoureur - Roger Williamson (1948-1973), Brits autocoureur - Rob Slotemaker (1929-1979), auto- en rallycoureur - Joop van Santen (1908-1992), politicus en econoom - Emmy van Vrijberghe de Coningh (1947-1992), kunstenares, galeriehoudster - Sietze Dolstra (1946-2015), cabaretier en zanger - Zwarte Riek (1924-2016), zangeres - Adri de Fluiter (1940-2024), beeldend kunstenaar - Johan G. Lammers (1941-2025), jurist |

## Muziek
- Louis Davids nam ooit een nummer over de streek op, Zandvoort bij de zee (1915).
- Willem Duyn had in 1983 een klein hitje met De eerste trein naar Zandvoort.
- In 1986 scoorde de Pasadena Dream Band een hit met het nummer Zandvoort.
- Topstars hadden in 2006 een hitje met het nummer Met de sneltrein naar Zandvoort.

## Fotogalerij

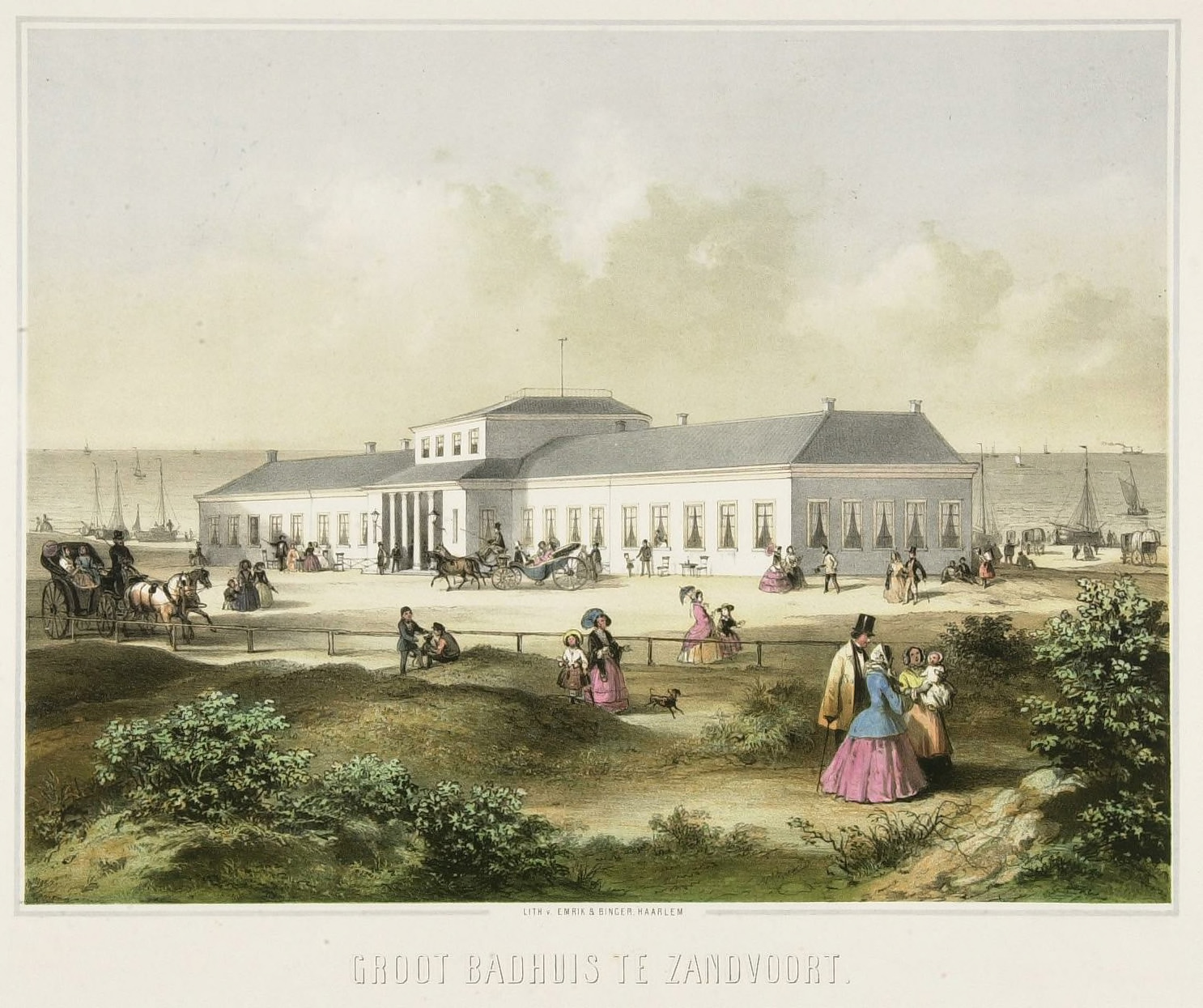
Het 'Groot Badhuis' te Zandvoort (1860).
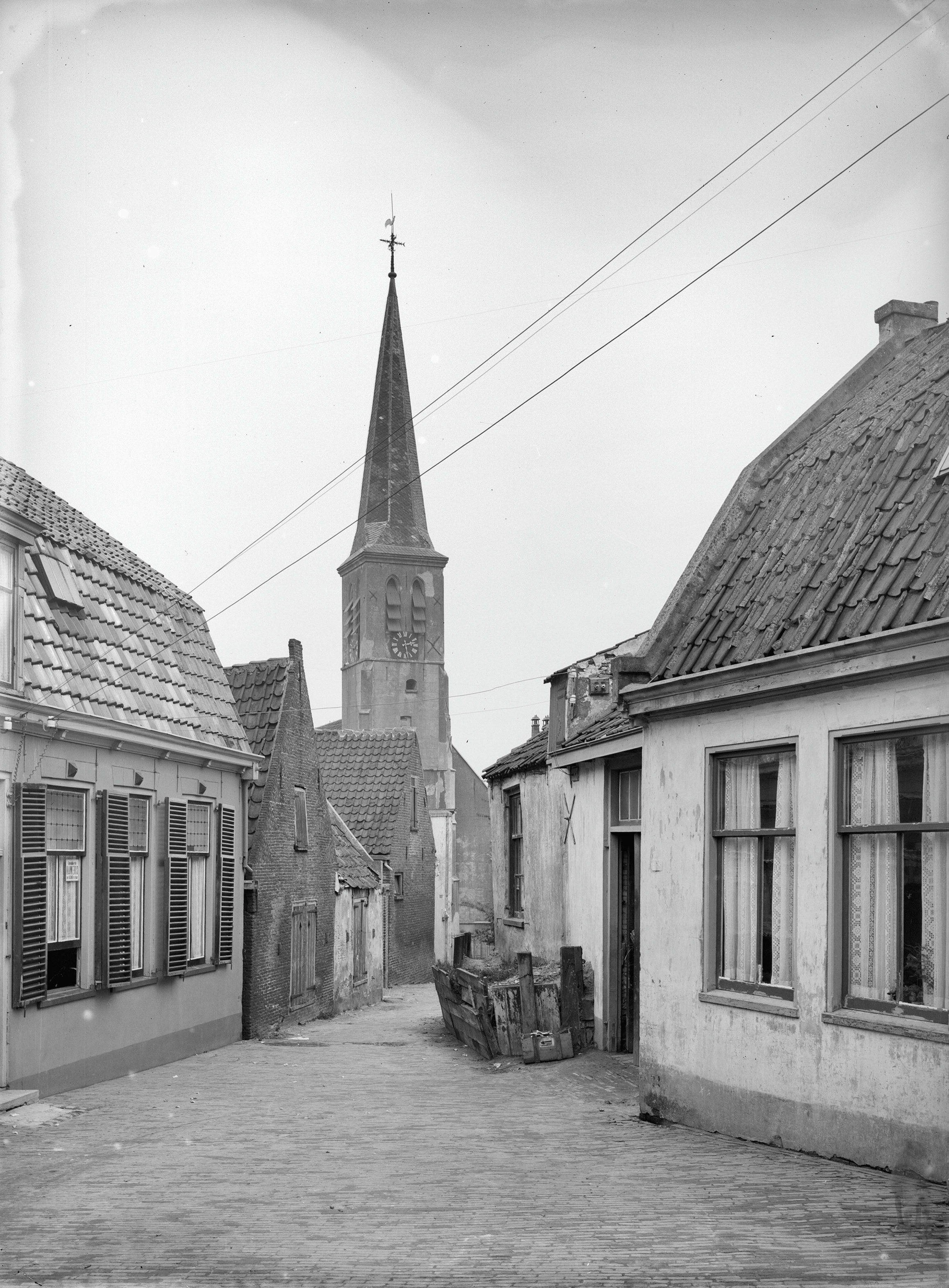
Het oude centrum van Zandvoort in 1928
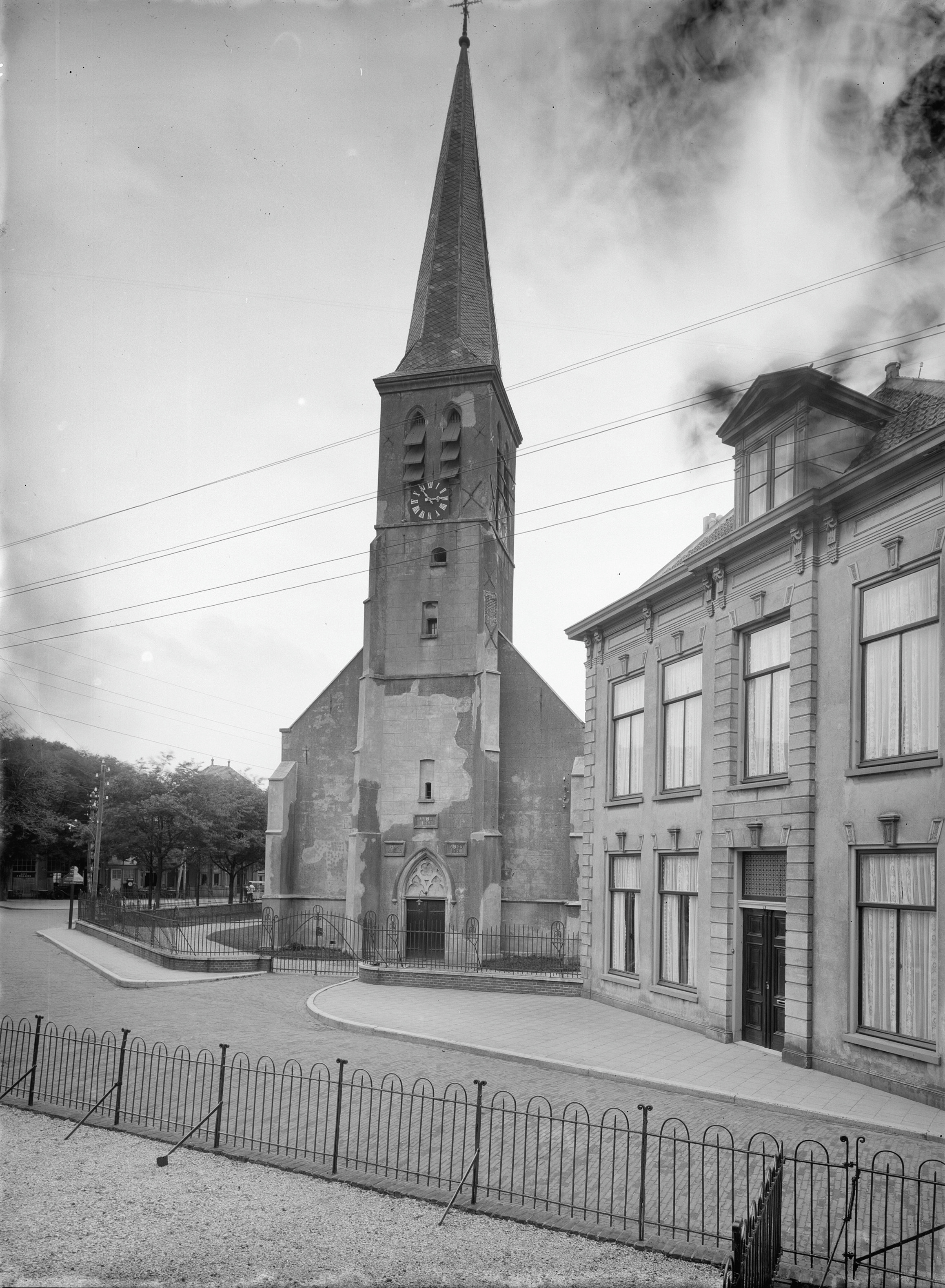
De kerk van Zandvoort, 1928
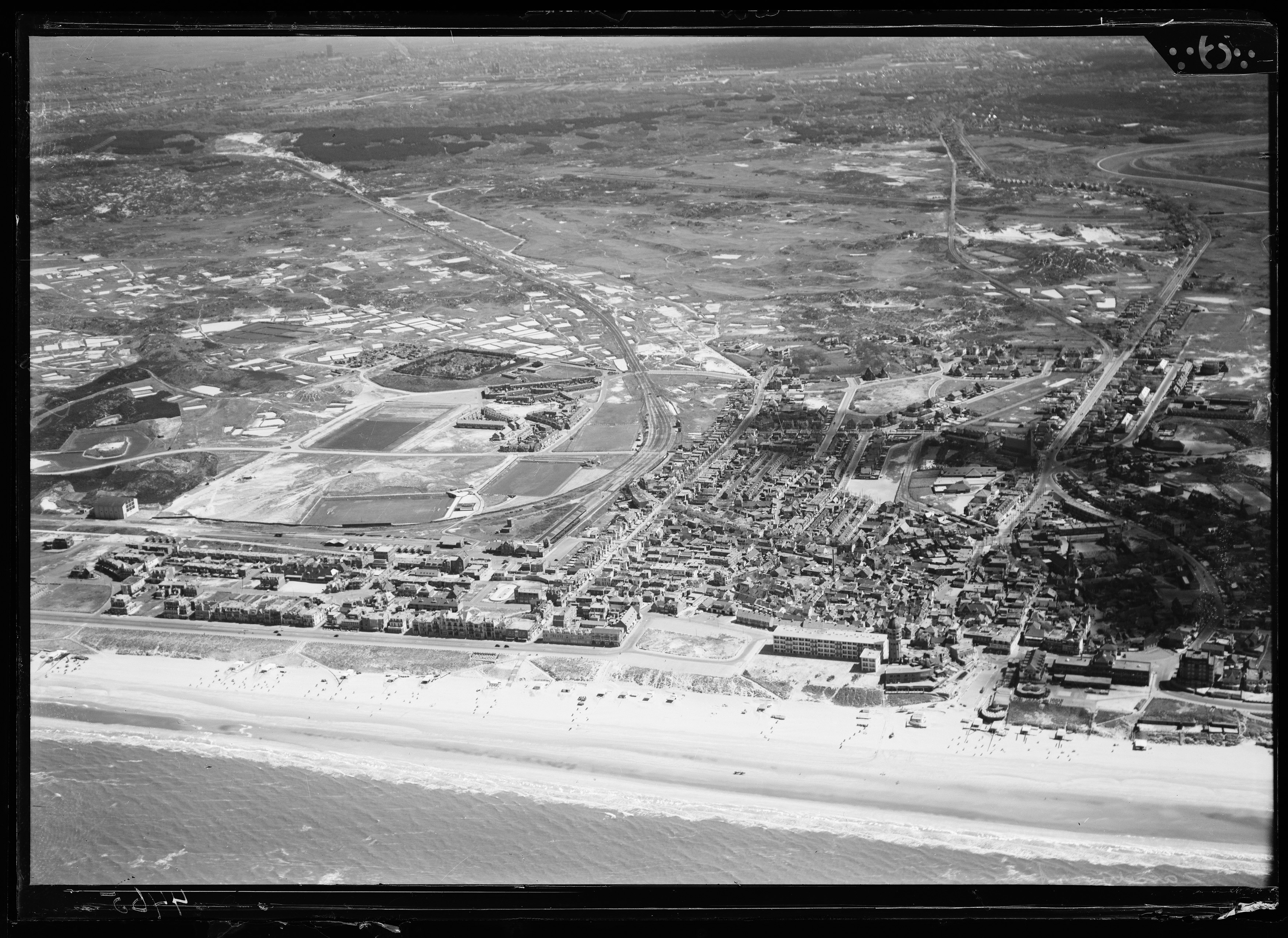
Luchtfoto van Zandvoort. In het midden het station met de spoorlijn richting Haarlem, ca 1930
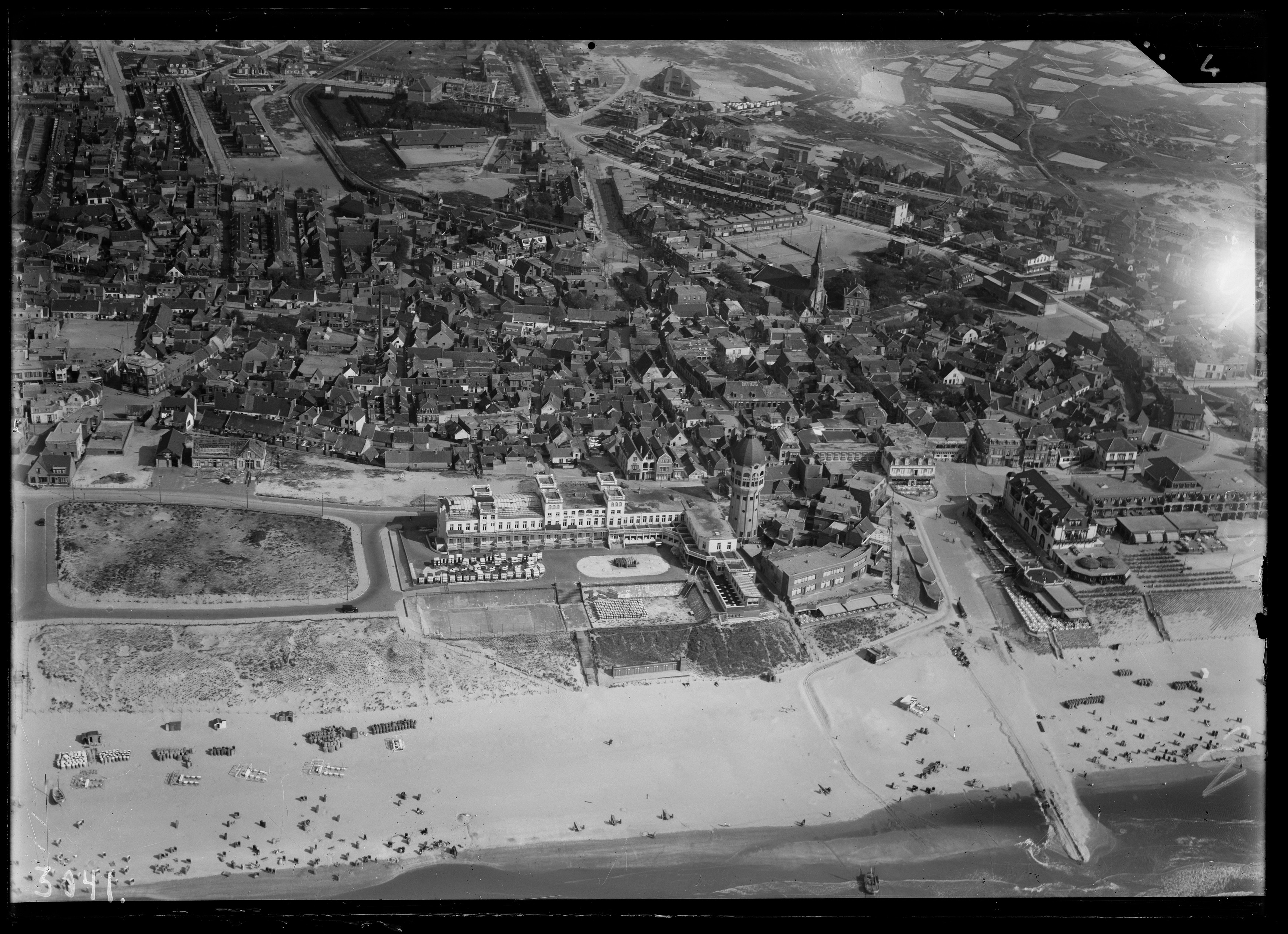
Luchtfoto van Zandvoort. In het midden de oude watertoren met erachter het dorpscentrum, ca 1930
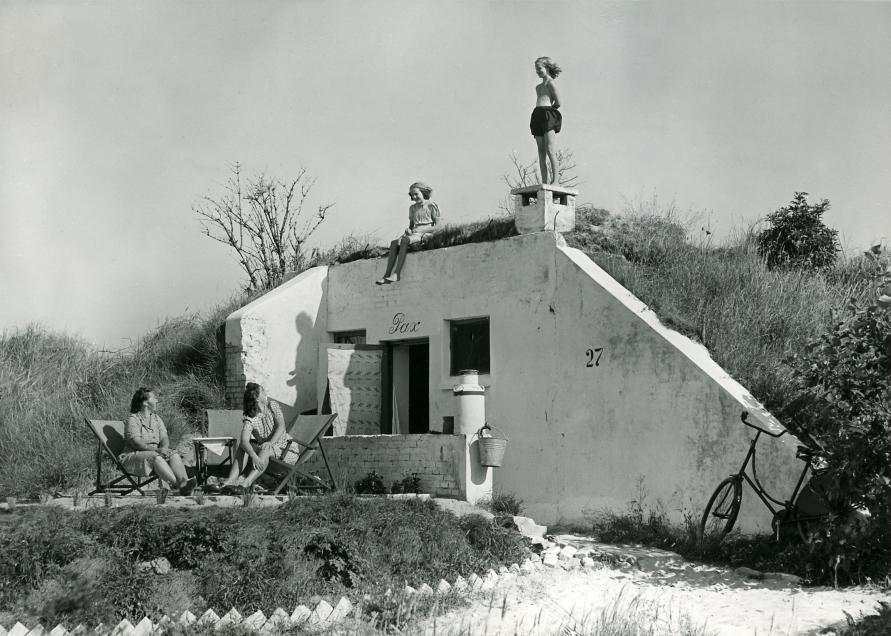
Het bunker-vakantiedorp te Zandvoort, 1947
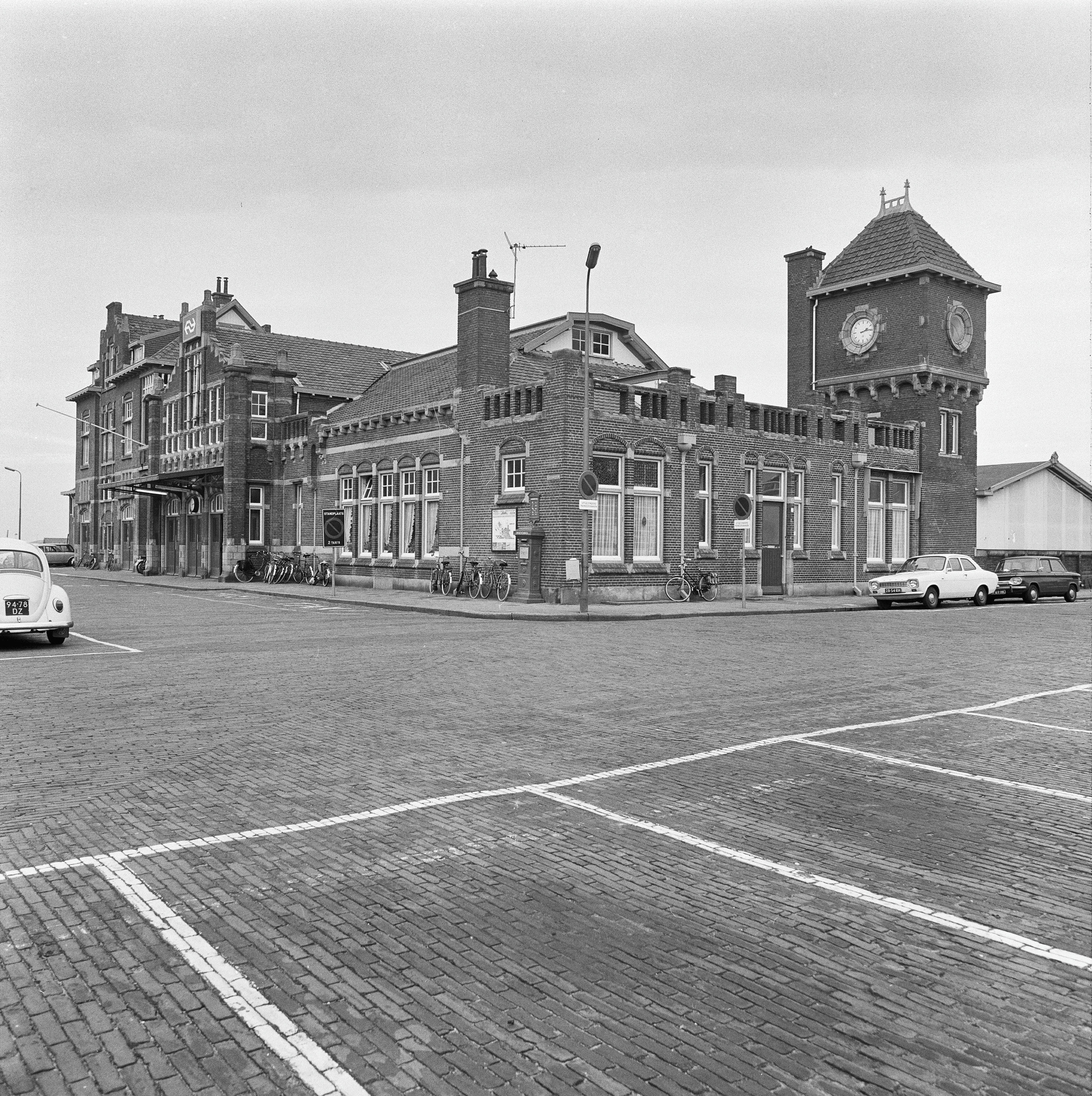
Voor- en zijgevel van station Zandvoort aan Zee, met de watertoren, gezien vanaf de Stationsstraat, 1974
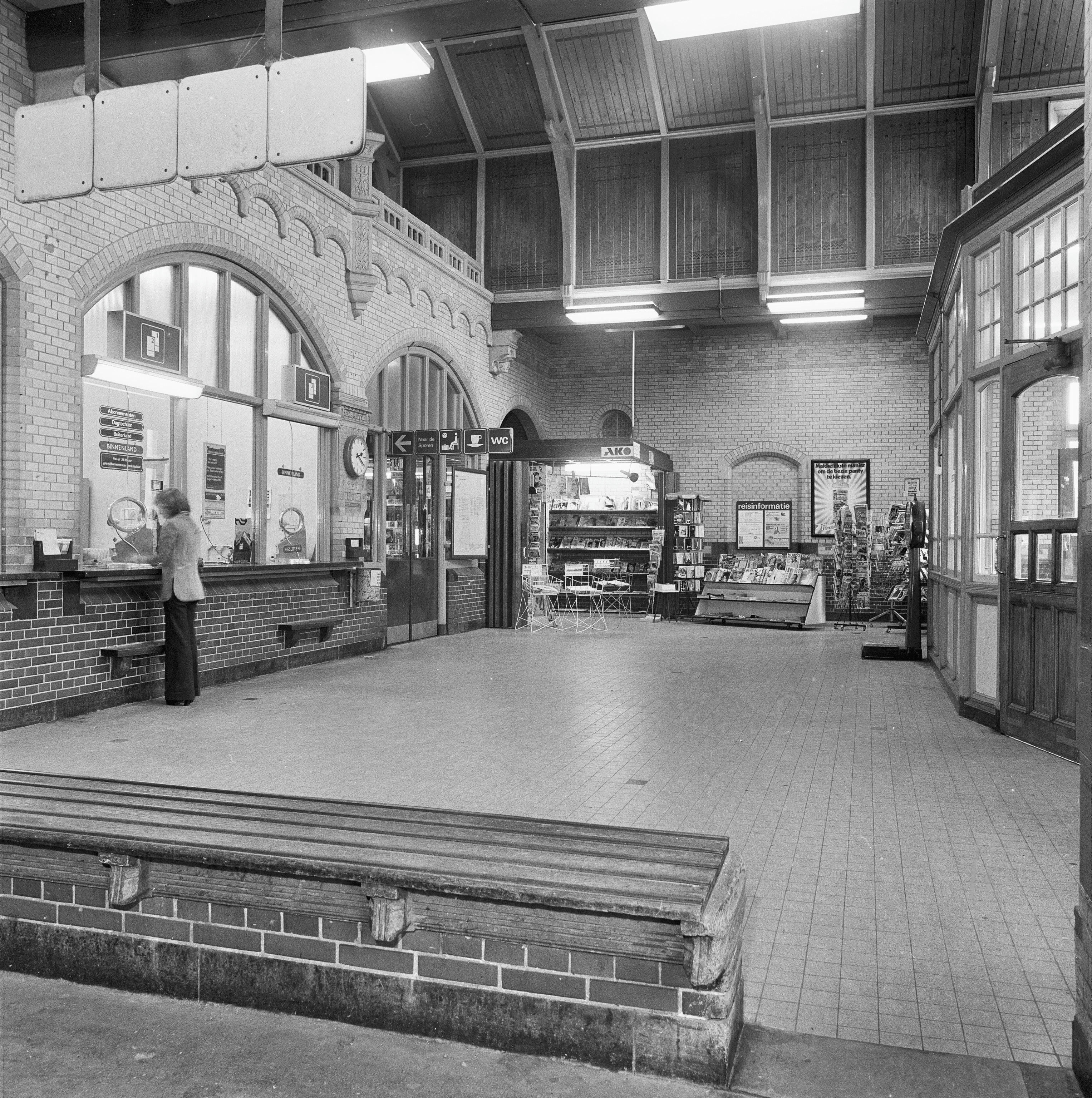
Hal station Zandvoort aan Zee, 1974
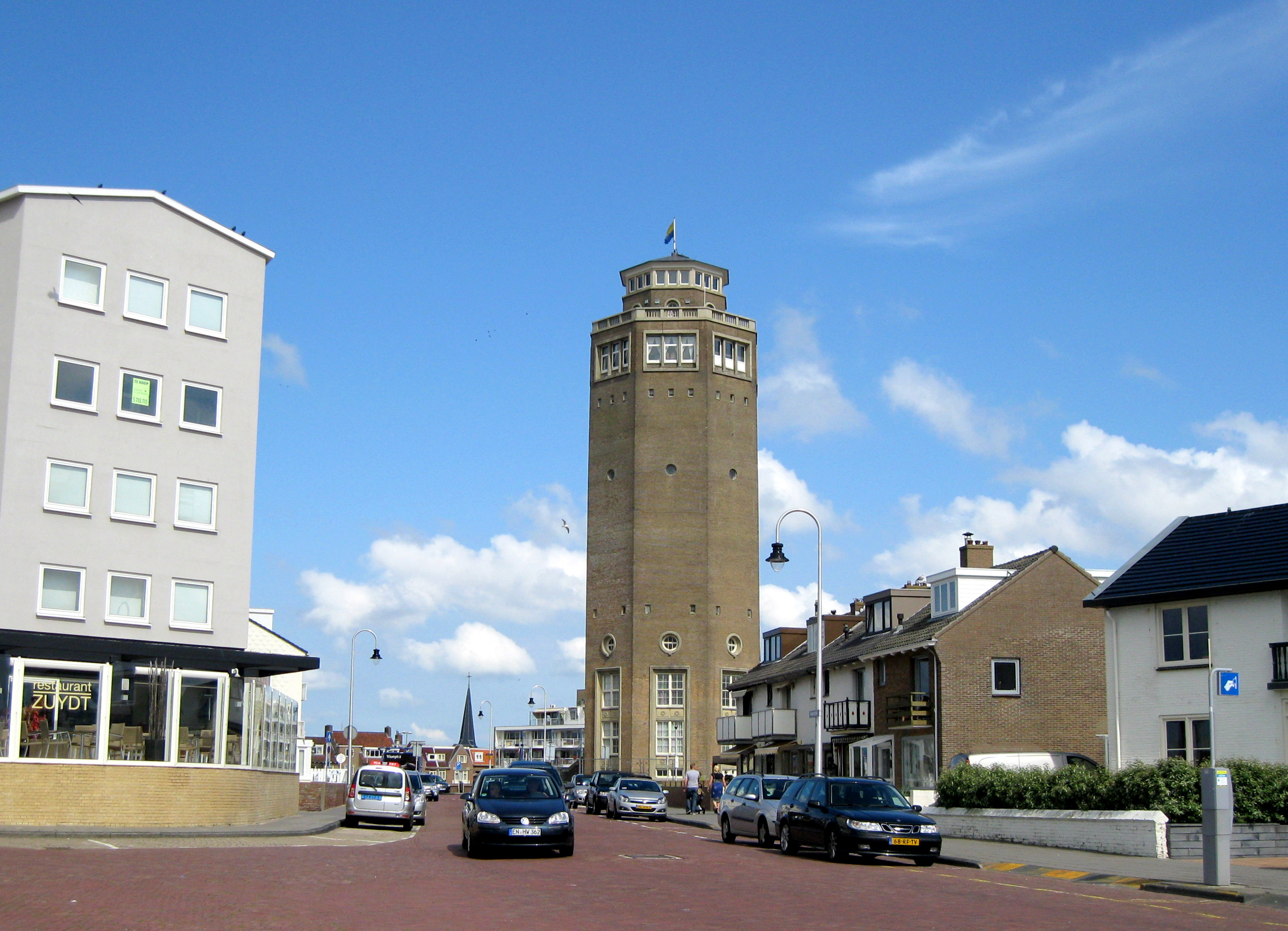
Nieuwe watertoren van Zandvoort
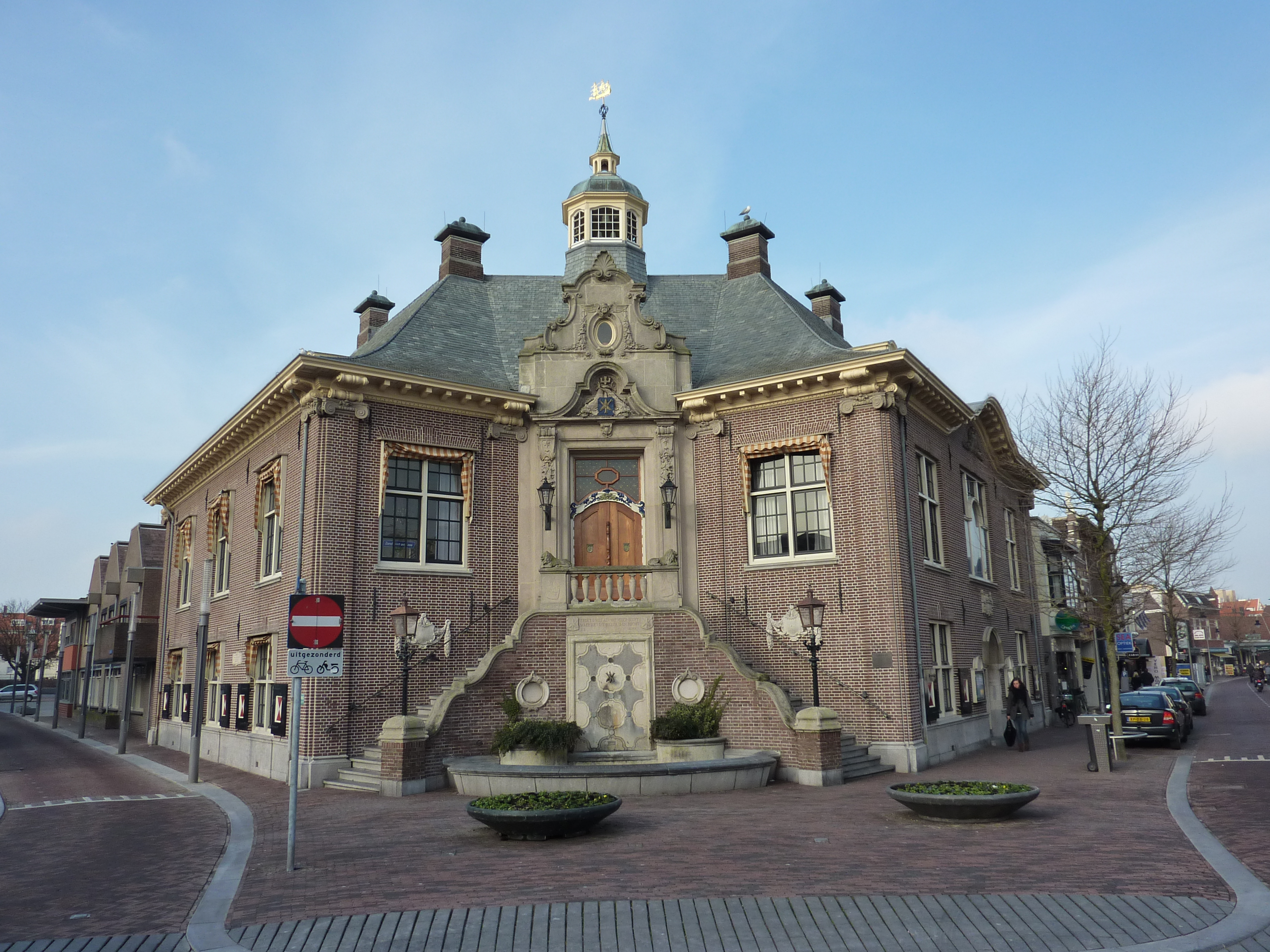
Raadhuis van Zandvoort
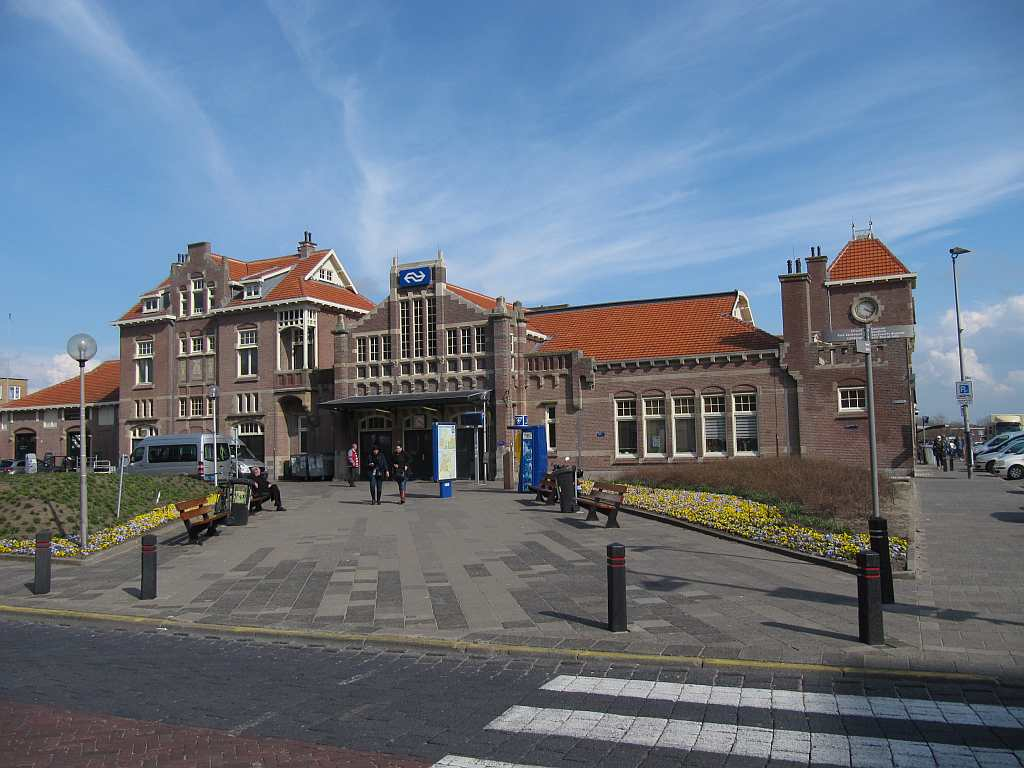
Station Zandvoort aan Zee; 12 april 2012.
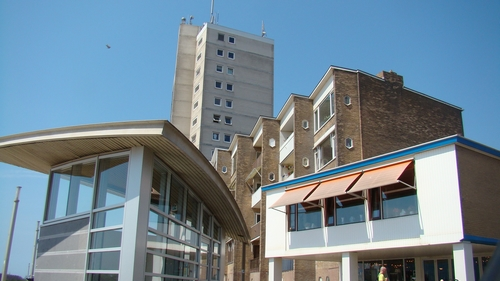
Appartementen in Zandvoort
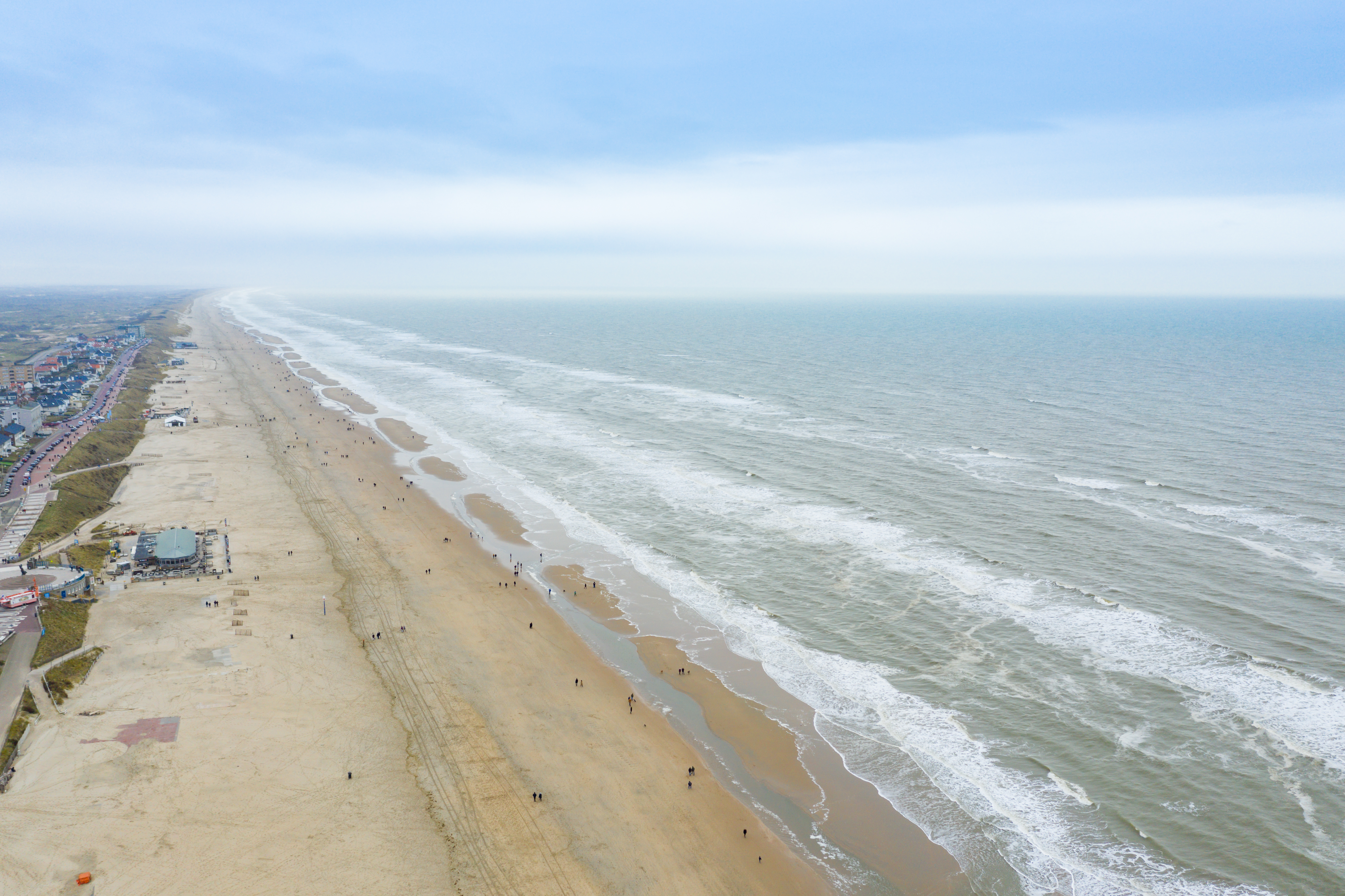
Strand richting Noordwijk
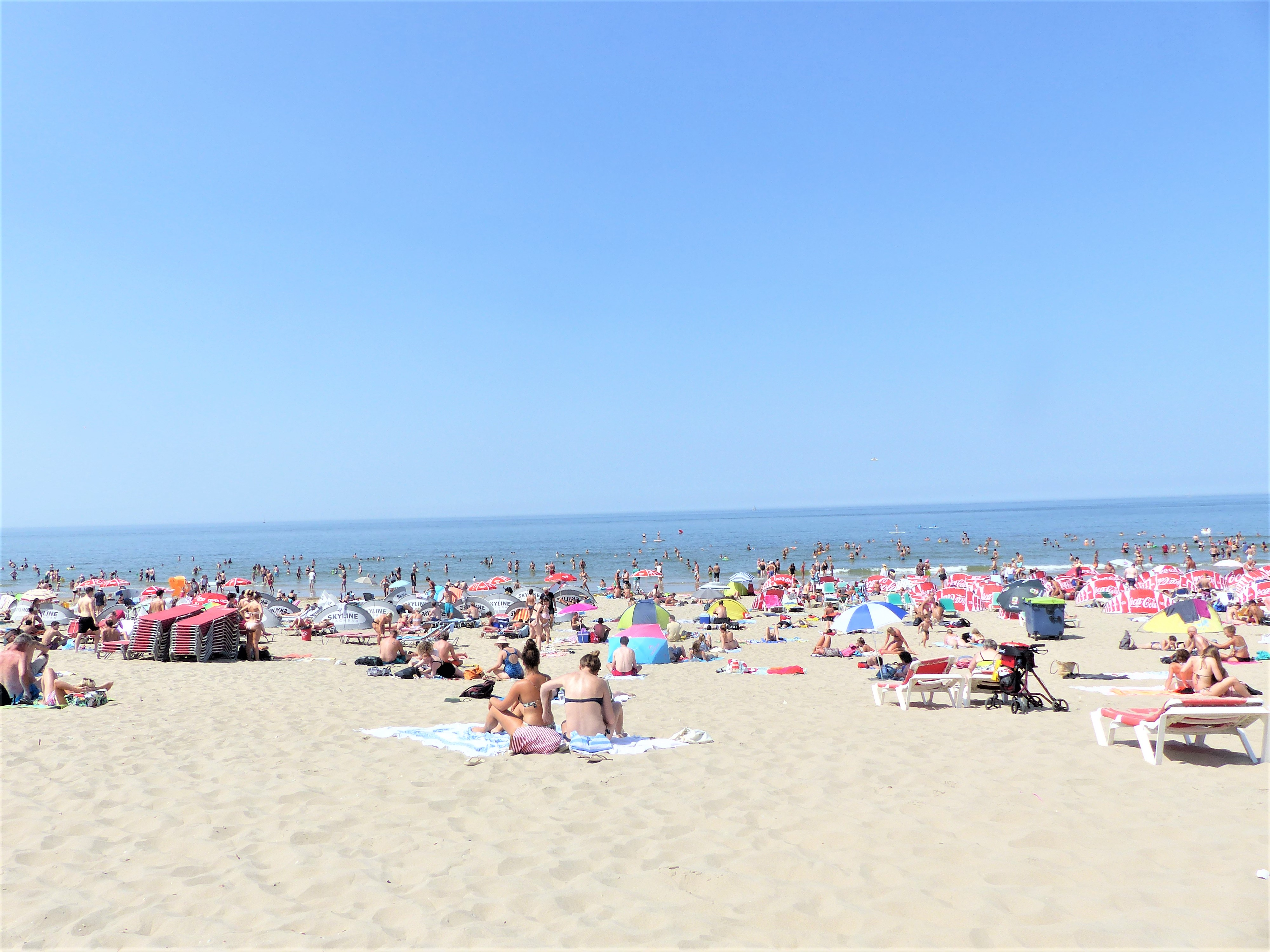
Strand Zandvoort